# فیلیپ سایر (دوچرخه‌سوار)
فیلیپ سایر (انگلیسی: Philip Sawyer؛ زادهٔ ۲۹ دسامبر ۱۹۵۱) دوچرخه‌سوار اهل استرالیا است. وی در بازی‌های المپیک تابستانی ۱۹۷۲ شرکت کرده است.